# Relations entre l'Azerbaïdjan et la Géorgie
Les relations entre l'Azerbaïdjan et la Géorgie se réfèrent aux relations étrangères entre l'Azerbaïdjan et la Géorgie. 
 L'Azerbaïdjan a une ambassade à Tbilissi. La Géorgie a une ambassade à Bakou. Les deux pays sont d'anciennes républiques de l'Union soviétique et sont membres à part entière du Conseil de l'Europe, l'Organisation pour la sécurité et la coopération en Europe (OSCE) et l'Organisation de la Coopération économique de la mer Noire (CEMN). Les deux pays sont parmi les membres fondateurs de la GUAM.
Le président géorgien Mikheil Saakachvili a déclaré en 2011 dans une interview « quiconque s'oppose à l'Azerbaïdjan et la Géorgie est un ennemi de nos deux pays » à propos des relations bilatérales.